# How Are U
How Are U è un brano musicale della cantante giapponese j-pop Beni Arashiro, pubblicato come primo singolo estratto dall'album Gem il 20 settembre 2006. Il singolo non è riuscito ad entrare nella classifica Oricon, dei singoli più venduti in Giappone.

## Tracce
CD Singolo AVCD-31047
1. How are U?
2. Surrender
3. Time After Time
4. How are U? (Instrumental)
5. Surrender (Instrumental)

Durata totale: 24:11